# Brachymyrmex donisthorpei
Brachymyrmex donisthorpei es una especie de hormiga perteneciente al género Brachymyrmex, categorizada en la tribu Myrmelachistini, de la subfamilia Formicinae.

## Distribución
La especie es nativa de la región del Neotrópico. Se distribuye por América del Sur, en Brasil, Colombia, Ecuador y Paraguay. Se ha encontrado a altitudes de hasta 1200 m s. n. m.

## Taxonomía
Fue descrita por Santschi en 1939.